# Gare de Contrexéville
Gare de Contrexéville vasútállomás Franciaországban, Contrexéville településen.

## Vasútvonalak
Az állomást az alábbi vasútvonalak érintik:
- Merrey–Hymont - Mattaincourt-vasútvonal

## Kapcsolódó állomások
A vasútállomáshoz az alábbi állomások vannak a legközelebb:
- Gare de Vittel
- Gare de Martigny-les-Bains